# Mare de Déu de la Pau d'Òdena
Mare de Déu de la Pau d'Òdena és una obra d'Òdena (Anoia) inclosa a l'Inventari del Patrimoni Arquitectònic de Catalunya.

## Descripció
El barri de Sant Pere, allunyat del nucli antic i molt a prop de Vilanova del Camí, es va desenvolupar a partir de la dècada dels anys seixanta del segle xx. Es tracta d'una església de nova planta construïda el 1978. La construcció està feta a base de diferents mòduls circulars que van sobreposant-se un sobre l'altre fins a configurar aquest singular conjunt. Es tracta de tres cossos, el primer de dimensions més reduïdes, inclou la porta d'entrada i el campanar, també de forma cilíndrica. El segon cos és el més gran i ample i correspon a l'església d'una sola nau circular amb llargues i estretes vidrieres als murs i una filera d'arcs apuntats a l'exterior. I per acabar, un tercer cos cilíndric i més alt que els altres, vendria a correspondre amb el que són els clàssics absis de les esglésies romàniques catalanes. Es tracta doncs, d'una traducció actual dels antics elements estructurals de les esglésies cristianes.